# レースソウ
レースソウ (Aponogeton) は単子葉植物の属の1つ。アフリカやアジアの熱帯に産する沈水性または浮葉性の多年生の水草で、およそ60種がある。葉の形や花を観賞するためアクアリウムで栽培されるアクアリウム・プラントの一群として知られる。また、レースソウはその中の1種A. madagascariensis を指す場合もある。
レースソウ科 (Aponogetonaceae) はレースソウ属のみからなる単型の科で、クロンキスト体系や新エングラー体系ではイバラモ目に、APG植物分類体系ではオモダカ目に属す。

## 人との関わり

### 観賞用
この仲間には、変わった形態のものがあり、観賞用として利用されている。

### 栽培法
アクアリウムにて栽培することが多い。おおまかな栽培法は、他種のロゼット型水草に準ずる。

### 用具
- 容器 - ガラス水槽などを用いる。
- 光源 - 観賞魚用蛍光灯などを用いる。
- 用土 - 観賞魚用の砂、土などを用いる。

### 注意点
アポノゲトンの多くは休眠する性質がある。そのため、休眠中には葉がなくなるが、死んでしまったわけではない。

## 主な種

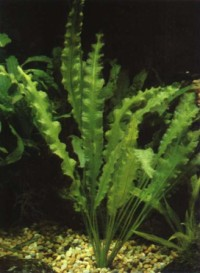
アポノゲトン・クリスプス

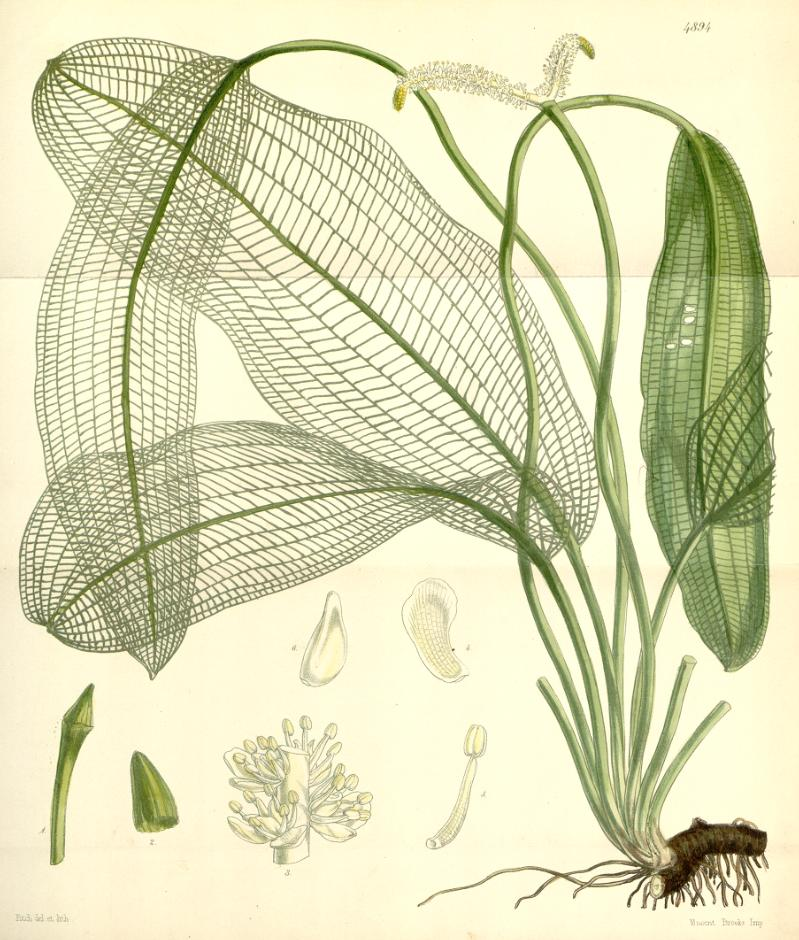
マダガスカル・レースプラント

### アポノゲトン・クリスプス
Aponogeton crispus
【和名】特になし【原産】スリランカ、インド南部
水草アクアリウムに用いられるアポノゲトンで、もっともポピュラーな種。柔らかく、透明度の濃淡がある、細長い葉を持つ。単に「アポノゲトン」といえば、本種を指す場合も多い。

### アポノゲトン・ウルワケウス
Aponogeton ulvaceus
【和名】特になし【原産】マダガスカル
水草アクアリウムによく用いられる水草。ウェーブが入る黄緑色の葉を持ち、昆布のような姿をしている。休眠期を持つ。

### マダガスカル・レースプラント
Aponogeton madagascariensis
【和名】レースソウ【原産】マダガスカル
水草アクアリウムによく用いられる水草。舟形をした網目状の葉を持ち、葉脈だけで出来ているように見える。隙間が多い葉は、強い流れへの適応だと考えられている。清浄な水を好み、育成はやや難しい。休眠期を持つ。葉の形にはいくつか変異があり、細長いテープ状のタイプの葉を持つものもある。

## 分類
アフリカ・マダガスカル・南アジア・東南アジア・オーストラリアに約60種がある。
- Sect. Viridis - 1種のみ。オーストラリア南西部。
  - Aponogeton hexatepalus H.Bruggen
- clade VI - 主にマダガスカルに産するグループ。
  - Aponogeton capuronii H.Bruggen
  - Aponogeton satarensis Sundararagh., A.R.Kulk. & S.R.Yadav - インド
  - Aponogeton dioecus Bosser
  - Aponogeton decaryi Jum. ex Humbert
  - Aponogeton cordatus Jum.
- Clade V - 主にアフリカ大陸に産するグループ。
  - Aponogeton junceus Lehm. ex Schltdl.
  - Aponogeton desertorum Zeyh. ex Spreng.
  - Aponogeton distachyos L.f.
  - Aponogeton rehmannii Oliv.
  - Aponogeton ranunculiflorus Jacot Guill. & Marais
  - Aponogeton stuhlmannii Engl.
  - Aponogeton abyssinicus Hochst. ex A.Rich.
  - Aponogeton afroviolaceus Lye
  - Aponogeton vallisnerioides Baker
  - Aponogeton bogneri H.Bruggen
  - Aponogeton fotianus J.Raynal
  - Aponogeton nudiflorus Peter
  - Aponogeton troupinii J.Raynal
  - Aponogeton natalensis Oliv.
- Clade IV - アフリカ
  - Aponogeton fugax J.C.Manning & Goldblatt
  - Aponogeton angustifolius Aiton
- Clade III
  - Aponogeton azureus H.Bruggen - 南アフリカ
  - Aponogeton robinsonii A.Camus - 東南アジア
- Subsect. Polystachys - マダガスカル。
  - Aponogeton masoalaensis Bogner
  - Aponogeton tenuispicatus H.Bruggen
  - Aponogeton fenestralis Baum
  - Aponogeton madagascariensis (Mirb.) H.Bruggen
  - Aponogeton ulvaceus Baker
  - Aponogeton gottlebei Kasselm. & Bogner
  - Aponogeton longiplumulosus H.Bruggen
  - Aponogeton boivinianus Baill. ex Jum.
  - Aponogeton eggersii Bogner & H.Bruggen
  - Aponogeton bernierianus (Decne.) Hook.f.
  - Aponogeton viridis Jum.
- Aponogeton subconjugatus Schumach. & Thonn.
- Subsect. Aponogeton - 南-東南アジア。
  - Aponogeton natans (L.) Engl. & K.Krause
  - Aponogeton bruggenii S.R.Yadav & Govekar
  - Aponogeton jacobsenii de Wit
  - Aponogeton rigidifolius H.Bruggen
  - Aponogeton undulatus Roxb.
  - Aponogeton crispus Thunb.
  - Aponogeton appendiculatus H.Bruggen
- Aponogeton lakhonensis A.Camus
- Sect. Flavida - 主にオーストラリア熱帯域。
  - Aponogeton kimberleyensis Hellq. & S.W.L.Jacobs
  - Aponogeton euryspermus Hellq. & S.W.L.Jacobs
  - Aponogeton elongatus F.Muell. ex Benth.
  - Aponogeton vanbruggenii Hellq. & S.W.L.Jacobs
  - Aponogeton queenslandicus H.Bruggen
  - Aponogeton womersleyi H.Bruggen - ニューギニア
  - Aponogeton bullosus H.Bruggen
  - Aponogeton lancesmithii Hellq. & S.W.L.Jacobs
  - Aponogeton proliferus Hellq. & S.W.L.Jacobs
  - Aponogeton tofus S.W.L.Jacobs[3]
  - Aponogeton cuneatus S.W.L.Jacobs
  - Aponogeton loriae Martelli - ニューギニア

## レースの名を冠する他の植物
春に明るい青い花を咲かせ、切り花などとして人気があるblue lace flower (Didiscus caeruleus) は、空色レース草などと呼ばれることがあるが、セリ科の植物で、この科とは類縁が遠い。